# Estação terrena

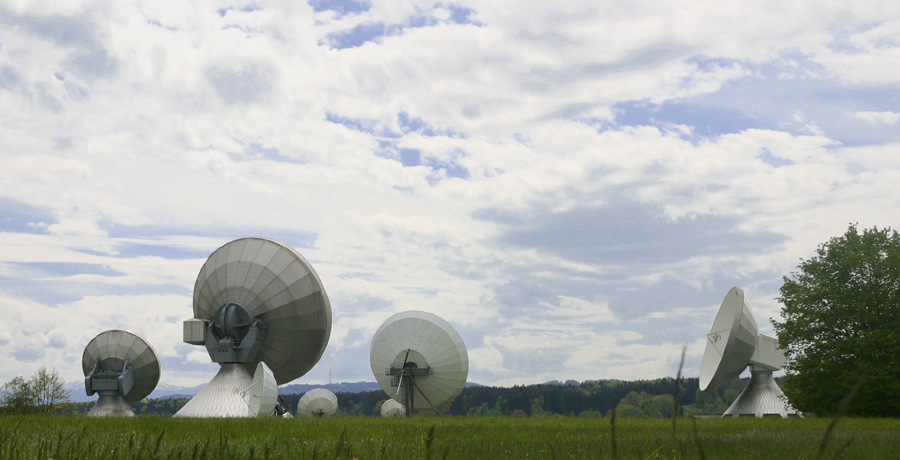
A estação terrena de satélite de Raisting é a maior estação de comunicação com satélites na Alemanha.

Uma estação terrena, também chamada estação terrestre ou estação em terra, é uma estação de telecomunicação com espaçonave, tanto em missões extraplanetárias quanto satélites em órbita da Terra.  Não deve ser confundido com radiotelescópios, usados para a recepção de ondas de rádio emitidas naturalmente de corpos celestres. Estações terrenas são localizadas na superfície da Terra, ou dentro dos limites da atmosfera.
Essas estações se comunicam com espaçonaves, transmitindo e recebendo ondas de rádio nas bandas de super alta frequência (SHF) ou frequencia extremamente alta (EHF). Quando uma estação terrena transmite ou recebe ondas de rádio de uma espaçonave, ela estabelece um link de telecomunicação. 
Estações terrenas, podem ser fixas ou móveis. O artigo 1 § III do regulamento da UIT, descreve vários tipos de estações terrenas móveis e fixas, e os seus relacionamentos.
Tipos especializados de estações terrenas, chamadas de estações terrenas de satélite, são usadas para telecomunicações com satélites, primordialmente com satélites de comunicação. Outras estações terrenas se comunicam com sondas espaciais ou estações espaciais tripuladas. Uma estação terrena que primordialmente recebe dados de telemetria, ou que "segue" um satélite que não esteja em órbita geoestacionária, é chamada de estação de rastreamento.
Quando um satélite está dentro da área de abrangência de uma estação terrena, é dito que a estação tem a "visão" do satélite. É possível para um satélite se comunicar com mais de uma estação terrena ao mesmo tempo. Um par de estações terrenas é dito como tendo uma "visão mútua" do satélite, quando essas estações compartilham um contato contínuo e sem obstruções com o satélite.